# Каван (округ)
Округ Каван (енгл. County Cavan, ир. Contae an Chabháin) је један од 32 историјска округа на острву Ирској, смештен у његовом средишњем делу, у покрајини Алстер.
Данас је округ Каван један од 26 званичних округа Републике Ирске, као основних управних јединица у држави. Седиште округа је истоимени град Каван.

## Положај и границе округа
Округ Каван се налази у средишњем делу ирског острва и северном делу Републике Ирске и граничи се са:
- север: округ Фермана (Северна Ирска),
- исток: округ Монахан,
- југоисток: округ Мид,
- југ: округ Вестмид,
- југозапад: округ Лонгфорд,
- запад: округ Литрим.

## Природни услови
Каван је по пространству један од средњих ирских округа - заузима 19. место међу 32 округа.
Рељеф: Већи део округа Каван је брежуљкасто подручје, 50-150 метара надморске висине. Местимично се издижу ниска брда, једино се на крајњем северозападу образује планина Брајфн (665 м н.в.).
Клима Клима у округу Каван је умерено континентална са изразитим утицајем Атлантика и Голфске струје. Стога град одликује блага и веома променљива клима.
Воде: Округ Каван је извориште многих река на острву. На северозападу округа извире најдужа ирска река Шенон. Поред тога, ту извиру и реке Ирн, Блеквотер и Бојн. Округ је веома познат по бројним језерима, па се често назива и „Земљом језера“. Језера су махом мања, али су нека велика и значајна по државу. Ту се убрајају Шилејн (југ), Утер (средина), Гоуна (југозапад).

## Становништво
По подацима са Пописа 2011. године на подручју округа Каван живело је преко 72 хиљаде становника, већином етничких Ираца. Ово је за 3,5 пута мање него на Попису 1841. године, пре Ирске глади и великог исељавања Ираца у Америку. Међутим, последње три деценије број становника округа расте по стопи већој од 1% годишње.
Густина насељености - Округ Каван има густину насељености од 38 ст./км², што је осетно мање од државног просека (око 60 ст./км²). Јужни део округа је боље насељен него северни, погранични.
Језик: У целом округу се равноправно користе енглески и ирски језик.